# 福山市立野々浜小学校
福山市立野々浜小学校（ふくまやしりつ-ののはましょうがっこう）は、広島県福山市大門町にある市立小学校。

## 概要
福山市の市立小学校の一校である。学級数は8（1学年1クラス+特別支援学級2クラス）。福山市が笠岡市より笠岡市側児童の小学校教育事務の管理及び執行を受託しているため、通学区域が県境を跨ぎ岡山県笠岡市を含む（越境通学）。

## 沿革

### 略歴
1979年4月、福山市立大津野小学校からの分離により開校。

### 年表
- 1979年（昭和54年）- 福山市立野々浜小学校設立
- 1980年（昭和55年）- 校歌制定
- 1985年（昭和60年）- 児童会学校賞受賞
- 1990年（平成02年）- 歯の衛生週間学校賞受賞
- 2006年（平成18年）- 絵手紙コンクール特別団体賞受賞
- 2007年（平成19年）- ばら花壇コンクール努力賞受賞　絵手紙コンクール特別団体賞受賞　世界児童画展都道府県団体賞受賞
- 2008年（平成20年）- 学校旗を制定
- 2009年（平成21年）- 芸術文化振興機構図画工作科優秀団体賞受賞
- 2016年（平成28年）- 福山学校元気大賞特別賞受賞
- 2017年（平成29年）- 学校歯科保健優良校受賞
- 2018年（平成30年）- 広島県体力つくり奨励賞受賞　福山市善行児童表彰（児童会）
- 2019年（令和元年）- 福山市善行児童表彰（6学年）

## 教育目標
よりよく生きようと学び合う子どもの育成

## 学校行事
| - 4月 始業式・入学式 - 5月 - 6月 野外活動（５年） | - 7月 終業式 - 8月 - 9月 始業式 | - 10月 運動会 - 11月 - 12月 終業式 | - 1月 始業式 - 2月 - 3月 終業式・卒業式 |

## 通学区域
- 福山市[4]
  - 大門町三～八丁目の一部
  - 大門町野々浜の一部
  - 大門町大門
  - 大門町旭
- 笠岡市[5]
  - 茂平の一部

## 公立中学校学区
- 福山市立大門中学校（福山市側の児童）
- 笠岡市立金浦中学校（笠岡市側の児童）

## 交通
- JR西日本山陽本線大門駅より徒歩約30分